# 아이다호 준주
아이다호 준주(Idaho Territory)는 1863년 3월 4일부터 미합중국의 39번째 주로 승격한 1890년 7월 3일까지 약 30년간 존재한 미국의 자치령, 즉 준주이다.

## 개요

### 1860년대
아이다호 준주는 1863년 3월 4일 공식적으로 연방 의회의 법 통과와 에이브러햄 링컨 대통령의 서명으로 효력을 발생하였다. 영역은 기존 준주에서 분할된 것이다. 대륙 분수령에서 서쪽 영역은 이전 오리건 준주와 워싱턴 준주의 영역이며, 대륙 분수령에서 동쪽은 다코타 준주의 영역이었다. 당초 아이다호 준주는 현재 아이다호주, 몬태나주 및 와이오밍주의 대부분을 포함했다.
최초의 준주 주도는 루이스턴이었다가, 1865년에서 보이시로 이전했다.
1863년 현재의 프랭클린 카운티에서 일어난 베어강 학살은 남북 전쟁에서도 가장 서쪽에서 일어난 전투로 간주하고 있으며, 남북 전쟁이나 재건과정(리컨스트럭션)에서 일어난 소동은 비교적 안정되어 있던 아이다호 준주에서는 먼 관심사에 불과했고, 그러므로 개척이 촉진되었다.
1864년, 비타 루트 산맥에서 서쪽의 북동부가 몬태나 준주로 설립되었다. 남동부의 대부분은 다코타 준주의 일부가 되었다.
1860년대말 아이다호 준주는 남북 전쟁 동안 남부 동맹을 위해 싸운 남부 민주당원을 이주시키는 목적지가 되었다. 이 사람들은 초기 준주 의회에 충분한 의원 수를 확보하고 임명 직인 공화당의 준주 주지사와 자주 충돌하였다. 정치적 내분이 1867년에 특히 위험수위에 달하자, 데이빗 W. 발라드 지사는 준주 의회에 보이시 요새에 주둔한 연방군으로부터 보호를 요청했다. 그러나 1870년까지 내분이 수습되었다.
1868년 서경 111도 선에서 동쪽 영역이 신설된 와이오밍 준주의 일부가 되었다. 이때 아이다호 준주 지역은 현재 아이다호주 모양새를 갖췄다. 1860년대 초 아이다호에서 금, 은 및 기타 고가의 천연 자원이 발견되었고, 1869년 대륙 횡단 철도의 개통에 따라 준주에 많은 새로운 사람들이 몰려왔다. 그중에는 광산에서 일하기 위하여 온 중국인 도 있었다. 아이다호주 승격이 다가오자, 광업 및 기타 추출 산업이 아이다호 경제에서 중요성을 더해 갔다. 예를 들어 1890년 경, 아이다호는 다른 어떤 주보다 많은 납을 수출했다.

### 1870년대
아이다호 준주 감옥은 1870년에 착공하여 1872년에 완공되었다. 이 감옥은 먼저 준주가, 이후에는 주가 사용하였으며, 1973년까지 실제로 사용되었다. 올드 아이다호 교도소는 준주에서 사용한 감옥으로 1974년에 미국 국가 역사 등록 문화재로 등록되었다. 그 자리에는 현재 박물관 및 수목원이 있다.
아이다호 준주가 창설된 거의 직후 공교육 제도가 만들어졌고, 역마차 제도가 마련되었다. 1865년까지 루이스턴, 보이시 및 실버시티에서 정기적인 신문이 발행되었다. 최초의 전보용 전신선이 1866년에 프랭클린까지 당겨졌고, 1874년에는 루이스턴이 북부 아이다호에서 처음 전신선이 설치된 도시가 되었다. 태평양 북서부에서 최초의 전화 회선은 1878년 5월 10일, 루이스턴까지 당겨졌다.
적지 않은 소수 집단이 있었지만, 아이다호 몰몬교도는 특히 아이다호에서도 의심스런 눈으로 보였다. 1882년 경 유명하고, 힘있는 아이다호 사람은 불법적인 일부다처제를 채택하는 몰몬교도들을 준주에서의 선거권을 박탈하는데 성공했다. 아이다호는 유타 준주보다 6년 정도 빨리 주로 승격할 수 있었지만, 이것은 유타 준주가 많은 인구와 개척의 역사가 길었음에도 불구하고 일부다처제를 채택한 몰몬교도가 많았기 때문이다.

### 1880년대
주도를 다시 옮기자는 논쟁이 있은 후에, 지역을 둘로 나누자는 제안이 널리 퍼졌다. 1887년, 아이다호 준주는 그 존재를 없애는 직전까지 갔었지만, 에드워드 A. 스티븐슨 주지사 덕분에 그로버 클리블랜드 대통령은 아이다호 준주를 북쪽의 워싱턴 준주와 남쪽의 네바다 준주로 분리하자는 법안에 서명 하지 않았다.
1889년, 아이다호 대학교가 당초 계획된 남부 이글락(현재 아이다호 폴스) 대신 북부의 도시 모스코우 타운에 바에 만들어지게 되었다. 이것은 주도를 잃는 북부 아이다호 주민들이 느끼고 있던 불쾌한 감정을 다소라도 완화하기 위함이었다.
아이다호 준주는 1890년 7월 3일, 미합중국의 39번째 주로 승격했다.

## 같이 보기
- 캘리포니아 가도
- 오리건 가도
- 오리건 조약
- 데저릿주